# Das Verrätertor
Pour plus de détails, voir Fiche technique et Distribution.
Das Verrätertor (anglais : Traitor's Gate) est un film de casse britanno-allemand réalisé par Freddie Francis et sorti en 1964, d'après le roman éponyme d'Edgar Wallace publié en 1927.
Le nom du film, en allemand comme en anglais, fait référence à la Traitor's Gate, un accès réservé aux prisonniers de la Tour de Londres, qui entraient presque exclusivement par cette porte. Comme la Tour abritait principalement des prisonniers d'État, cette porte a pris le nom de Traitor's Gate (litt. « Porte des traîtres ») au cours des siècles de son existence.

## Synopsis
Trayne, un riche homme d'affaires londonien, a élaboré un plan ingénieux pour dérober les célèbres joyaux de la Couronne à la Tour de Londres. Il organise l'évasion du forçat Graham, qui ressemble étrangement au gardien de la Tour Dick Lee-Carnaby. La secrétaire de Trayne, Hope, amie de Carnaby, ne se doute pas de ce plan diabolique, mais doit devenir une aide involontaire dans l'exécution du vol. Le projet semble avoir été préparé de manière impeccable et sans faille, mais c'était sans compter sur les intrigues de sa complice Dinah Pawling et sur l'arrivée d'un touriste idiot. Celui-ci voit Hope emmenée par des membres du gang. Il est alors capturé à son tour. Le vol se déroule d'abord exactement comme prévu : Hope est forcée d'attirer son ami Dick hors de la tour, qui est alors maîtrisé. Les bijoux sont ensuite facilement récupérés. C'est alors que Graham apprend de Dinah que Trayne veut le tromper. Graham assomme Trayne et s'enfuit avec Dinah et les bijoux. À bord du bateau de fuite, Graham est tué accidentellement par Dinah. Entre-temps, Hope a prévenu la police. Celle-ci retrouve Trayne et apprend de lui qu'une bombe à retardement se trouve sur le bateau. Juste avant que le bateau n'explose, les bijoux peuvent être sauvés.

## Fiche technique
- Titre original allemand : Das Verrätertor[1]
- Titre anglais : Traitor’s Gate[2]
- Réalisateur : Freddie Francis
- Scénario : Jimmy Sangster, d'après The Traitor's Gate (roman d'Edgar Wallace, 1927)
- Photographie : Denys N. Coop
- Montage : Oswald Hafenrichter
- Musique : Peter Thomas
- Production : Ted Lloyd, Horst Wendlandt
- Sociétés de production : Rialto Film, Summit Film Productions Ltd.
- Pays de production :  Allemagne de l'Ouest -  Royaume-Uni
- Langues originales : anglais
- Format : Noir et blanc - 1,66:1 - Son mono - 35 mm
- Durée : 88 minutes
- Genre : film de casse
- Dates de sortie :
  - Allemagne de l'Ouest : 18 décembre 1964
  - Royaume-Uni : 5 juillet 1965

## Distribution
- Albert Lieven : Trayne
- Catherina von Schell : Espoir
- Margot Trooger : Dinah
- Klaus Kinski : Kane
- Gary Raymond : Graham/Dick Lee-Carnaby
- Heinz Bernard : Martin
- Harry Baird : Matelot
- Tim Barrett : Lloyd
- Edward Underdown : Inspecteur Adams
- Eddi Arent : Hector